# هینگام (ویسکانسین)
هینگام (به انگلیسی: Hingham) یک منطقهٔ مسکونی در ایالات متحده آمریکا است که در شهرستان شیبویگان، ویسکانسین واقع شده‌است. هینگام ۸۸۶ نفر جمعیت دارد و ۲۴۵٫۰۶ متر بالاتر از سطح دریا واقع شده‌است.